# Maladera inornata
Maladera inornata är en skalbaggsart som beskrevs av Brenske 1899. Maladera inornata ingår i släktet Maladera och familjen Melolonthidae. Inga underarter finns listade i Catalogue of Life.